# Port lotniczy Stephenville
Port lotniczy Stephenville (IATA: YJT, ICAO: CYJT) – port lotniczy położony w Stephenville, w prowincji Nowa Fundlandia i Labrador, w Kanadzie.

## Linie lotnicze i połączenia
- Air Saint-Pierre (Saint Pierre et Miquelon) [czartery]
- Provincial Airlines (St. John's)
- Sunwing Airlines (Toronto) [sezonowo]